# Exocentrus ochreoscutellatus
Exocentrus ochreoscutellatus är en skalbaggsart som beskrevs av Stefan von Breuning 1974. Exocentrus ochreoscutellatus ingår i släktet Exocentrus och familjen långhorningar. Inga underarter finns listade i Catalogue of Life.